# Oxana Gennadjewna Fjodorowa

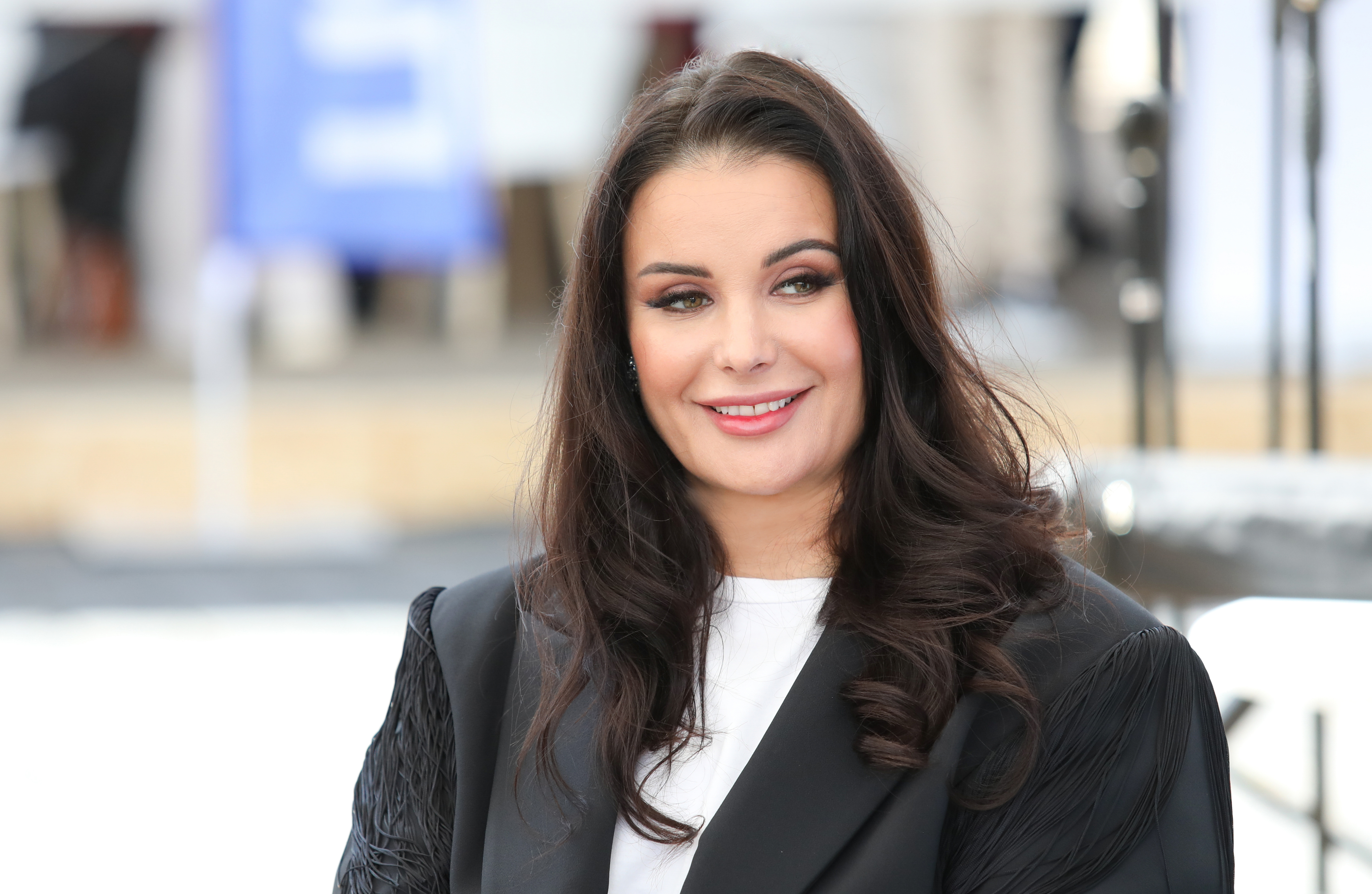
Oxana Fjodorowa (2023)

Oxana Gennadjewna Fjodorowa  (russisch Оксана Геннадьевна Фёдорова; * 17. Dezember 1977 in Pskow, Sowjetunion) ist eine russische Fernsehmoderatorin.

## Biografie
Fjodorowa wurde von ihrer Mutter, die als Krankenschwester in einer psychiatrischen Klinik arbeitete, und von ihrem Großvater mütterlicherseits aufgezogen. Sie zog nach Sankt Petersburg, um dort zu studieren, und begann als Studentin als Ermittlerin der Polizei zu arbeiten. Von 1999 an arbeitete sie als Model und nahm an Schönheitswettbewerben teil. Nachdem sie den Miss St. Petersburg-Titel gewann, vertrat sie die Stadt beim Miss-Russland-Wettbewerb, den sie mit dem ersten Platz für sich entscheiden konnte. Sie vertrat Russland bei der Miss Universe Wahl 2002 und gewann den internationalen Wettbewerb. Als Miss Universe kam sie ihren Verpflichtungen nicht nach und vier Monate nach ihrer Wahl wurde ihr der Titel aberkannt.
Von 2003 bis 2004 moderierte sie die russische Version der TV-Show Fort Boyard. Im Jahr 2006 wurde sie zur UNICEF-Botschafterin ernannt. In den Jahren 2008 und 2010 moderierte sie den Wettbewerb zur Wahl des Vertreters Russlands beim Eurovision Song Contest und verlas in diesen Jahren auch die Ergebnisse Russlands im Wettbewerb. Sie war Gastgeberin der russischen Nationalauswahl für den Junior Eurovision Song Contest 2009.
Im Jahr 2010 lieh sie der Barbie-Puppe in der russischen Übersetzung des Films Toy Story 3 ihre Stimme.

## Musikkarriere
Fedorova begann ihre musikalische Karriere 2009 mit der Veröffentlichung der Single Prava lyubov mit Nikolay Baskov. Fedorova und der russische Tenor Dmitry Galikhin veröffentlichten 2019 das offizielle Video ihres spanischen Duetts Historia de un Amor.